# Kozmološka konstanta
Kozmološka konstanta (uobičajeno označena velikim grčkim slovom lambda: Λ) se javlja u Einsteinovoj općoj teoriji relativnosti. Mjerna jedinica je 1/sekunda2. Konstanta je proporcionalna gustoći energije vakuuma ρ:
{\displaystyle \Lambda ={{8\pi G} \over {3c^{2}}}\rho },
gdje su:
- π je pi
- G je gravitacijska konstanta
- c je brzina svjetlosti u vakuumu

Član može biti pozitivan, negativan ili nula. Predstavlja gustoću energije praznog prostora: može ju se smatrati "cijenom" postojanja prostora. Prema općoj teoriji relativnosti, kozmološka konstanta ima negativan tlak. Iz toga slijedi da prazan prostor ima pozitivnu energiju, te da kozmološka konstanta uzrokuje ubrzano širenje praznog prostora.
Einstein je član s kozmološkom konstantom uveo u jednadžbe opće teorije relativnosti zbog nezadovoljstva činjenicom da njegove jednadžbe ne dopuštaju stacionaran svemir. Svemir koji je u početku u dinamičkoj ravnoteži, počinje se sažimati pod utjecajem gravitacije. Da bi uravnotežio sažimanje, Einstein je u jednadžbe dodao kozmološku konstantu. No, nedugo nakon što je Einstein razvio svoju teoriju, opažanja Edwin Hubblea su ukazala na svemir koji nije u ravnoteži, već se širi. Čak štoviše, dodatak kozmološke konstante Einsteinovim jednadžbama ne vodi k ravnotežnom svemiru, jer je ta ravnoteža nestabilna: ako se svemir malo širi, širenje oslobađa energiju, koja uzrokuje dodatno širenje. Analogno, svemir koji se malo sažima, nastavit će se sažimati. Mala sažimanja su neizbježna zbog nepravilne raspodjele tvari u svemiru. 
Einstein je napustio kozmološku konstantu i nazvao ju svojom "najvećom pogreškom". No, opažanja relacije između udaljenosti i crvenog pomaka objekata, načinjenih kasnih 90-tih godina, ukazala su na ubrzano širenje svemira, te se kozmološka konstanta još uvijek proučava. Opažanja se mogu dobro objasniti ako se pretpostavi vrlo mala pozitivna kozmološka konstanta u Einsteinovim jednadžbama. Moguća su i druga objašnjenja ubrzanog širenja svemira, kao kvintesencija, ali kozmološka konstanta je najekonomičnije rješenje. Trenutni standardni model kozmologije, tzv.  Lambda-CDM model, uključuje kozmološku konstantu, čija je mjerena vrijednost reda veličine 10-35s-2, ili 10-47GeV4, ili 10-29g/cm3, ili oko 10-123 u Planckovim jedinicama.
Veliki neriješeni problem fizike je da većina kvantnih teorija polja predviđa veliku vrijednost kozmološke konstante iz kvantnih fluktuacija vakuuma. Tu je vrijednost je potrebno gotovo, ali ne potpuno poništiti jednakim članom suprotnog predznaka. Neke supersimetrične teorije zahtijevaju kozmološku konstantu koja je identično jednaka nuli, što dodatno otežava problem. Ovo je poznati "problem kozmološke konstante", najgori problem "finog podešavanja" u fizici: ne postoji prirodan izvod u fizici elementarnih čestica za infinitezimalno malu vrijednost kozmološke konstante koja se opaža u kozmologiji. Neki fizičari, kao npr. Steven Weinberg, smatraju da je antropički princip najbolje objašnjenje za finu ravnotežu kvantnih fluktuacija vakuuma.
G. 't Hooft, L. Susskind i drugi su nedavno pokazali da pozitivna kozmološka konstanta ima iznenađujuće posljedice, kao što je konačna maksimalna entropija vidljivog svemira. 

## Vanjske poveznice
- e-škola fizike: "Tamna energija"  Arhivirana inačica izvorne stranice od 20. srpnja 2006. (Wayback Machine)